# Jun’ichi Kanemaru
Jun’ichi Kanemaru (jap. 金丸 淳一 Kanemaru Jun’ichi; ur. 27 października 1962 w Kōfu) – japoński seiyū. Podkładał głos pod Jeża Sonica w grach telewizyjnych oraz oryginalnej wersji anime Sonic X. Związany z agencją 81 Produce.
Biegle mówi po angielsku.

## Filmografia

### Anime
- 1983: Kapitan Jastrząb – Shun Nitta
- 1992: Uchū no kishi Tekkaman Blade – Watts
- 1992: Shin-chan – tata Kazamy (Cosma)
- 1994: Marmalade Boy – Ginta Suō
- 1994: Sailor Moon S – Tsutomu Asai (odc. 100)
- 1994: Superświnka – Tamio Kitagawa (odc. 31)
- 1994: Wojowniczki z Krainy Marzeń – Zazu Toruku
- 1996: Rurōni Kenshin – Chris
- 1996: Dragon Ball GT – Kukan Sugoroku
- 2001: Digimon Tamers – Ryo Akiyama
- 2003: Sonic X – Sonic
- 2005: Glass no kamen – Peter Hamill
- 2007: Yes! Pretty Cure 5 – Michel Kasugano
- 2009: Axis Powers Hetalia – narrator
- 2011: Hunter × Hunter – Buhara

### Dubbing
- Dora poznaje świat – Rabuś
- Pełna chata – Ricky
- Złota Rączka – Klepak
- Kochanie, zwiększyłem dzieciaka – Nick
- Ralph Demolka – Sonic